# Athlone Town FC
Athlone Town Football Club (irsky Cumann Peile Bhaile Áth Luain), je irský fotbalový klub z města Athlone v hrabství Westmeath. Založen byl roku 1887. Dvakrát vyhrál irskou ligu (1980–81, 1982–83) a jednou získal irský pohár (1923–24). V evropských pohárech startoval třikrát, v Poháru mistrů evropských zemí 1981/82 vypadl v 1. kole s Kodaň BK, v Poháru mistrů 1983/84 rovněž v 1. kole se Standardem Lutych a v Poháru UEFA 1975/76 vyřadil v 1. kole Vålerengu Oslo, aby v 2. kole vypadl s AC Milán.